# Liste des anciennes communes de la Loire
Cette page a pour objectif de retracer toutes les modifications communales dans le département de la Loire : les anciennes communes qui ont existé depuis la Révolution française, ainsi que les créations, les modifications officielles de nom, ainsi que les échanges de territoires entre communes.
En 1800, le territoire du département de la Loire comptait 325 communes. Aujourd'hui, il en compte 320 (au 1er janvier 2025).
Ce nombre est donc resté relativement stable sur la durée. Dans le détail, on constate dans un premier temps quelques réunions de communes au XIXe siècle, jusque dans les années 1840, suivies, dans un second temps, de créations : en 1950, on atteint ainsi le seuil des 340 unités. Depuis lors, le nombre a quelque peu reflué, avant même les lois incitatives de 1971 (loi Marcellin) ou de 2010 (loi NOTRe) qui n'ont eu que peu d'impact.
Mais ce qui marque dans le département, c'est que les créations et les fusions concernent indifféremment le milieu rural comme le milieu urbain, en lien avec le développement du bassin houiller. Le visage communal du bassin houiller a ainsi profondément changé depuis la Révolution, avec nombre de créations (La Ricamarie, La Talaudière, L'Horme, La Grand-Croix, Lorette...) mais aussi nombre de fusions (très tôt, comme Le Chambon-Feugerolles ou à Saint-Étienne, ou plus récemment comme à Firminy, Saint-Chamond, ou à Saint-Étienne de nouveau). Certaines communes n'auront ainsi connu qu'une existence éphémère à l'image de Terrenoire, Feugerolles mais aussi Beaubrun (créée en 1842 et fusionnée avec Saint-Étienne en 1855, soit 13 années d'existence).

## Fusions
| Nom de la nouvelle commune         | Communes réunies                                  | Régime                                                | Date (et nature) de la décision                     | Date d'effet                 |
| ---------------------------------- | ------------------------------------------------- | ----------------------------------------------------- | --------------------------------------------------- | ---------------------------- |
| La Côte-Saint-Didier               | Saint-Didier-sur-Rochefort                        | commune nouvelle (avec communes déléguées)            | 23 décembre 2024 (Arrêté) 31 décembre 2024 (Arrêté) | 1er janvier 2025             |
| La Côte-Saint-Didier               | La Côte-en-Couzan                                 | commune nouvelle (avec communes déléguées)            | 23 décembre 2024 (Arrêté) 31 décembre 2024 (Arrêté) | 1er janvier 2025             |
| Solore-en-Forez                    | Débats-Rivière-d'Orpra                            | commune nouvelle (avec communes déléguées)            | 23 décembre 2024 (Arrêté)                           | 1er janvier 2025             |
| Solore-en-Forez                    | Saint-Laurent-Rochefort                           | commune nouvelle (avec communes déléguées)            | 23 décembre 2024 (Arrêté)                           | 1er janvier 2025             |
| Solore-en-Forez                    | L'Hôpital-sous-Rochefort                          | commune nouvelle (avec communes déléguées)            | 23 décembre 2024 (Arrêté)                           | 1er janvier 2025             |
| Vêtre-sur-Anzon                    | Saint-Julien-la-Vêtre                             | commune nouvelle (avec communes déléguées)            | 23 octobre 2018 (Arrêté)                            | 1er janvier 2019             |
| Vêtre-sur-Anzon                    | Saint-Thurin                                      | commune nouvelle (avec communes déléguées)            | 23 octobre 2018 (Arrêté)                            | 1er janvier 2019             |
| Vézelin-sur-Loire                  | Saint-Paul-de-Vézelin                             | commune nouvelle (avec communes déléguées)            | 20 juin 2018 (Arrêté)                               | 1er janvier 2019             |
| Vézelin-sur-Loire                  | Amions                                            | commune nouvelle (avec communes déléguées)            | 20 juin 2018 (Arrêté)                               | 1er janvier 2019             |
| Vézelin-sur-Loire                  | Dancé                                             | commune nouvelle (avec communes déléguées)            | 20 juin 2018 (Arrêté)                               | 1er janvier 2019             |
| Chalmazel-Jeansagnière             | Chalmazel                                         | commune nouvelle (avec communes déléguées)            | 22 octobre 2015 (Arrêté)                            | 1er janvier 2016             |
| Chalmazel-Jeansagnière             | Jeansagnière                                      | commune nouvelle (avec communes déléguées)            | 22 octobre 2015 (Arrêté)                            | 1er janvier 2016             |
| Saint-Jean-Saint-Maurice-sur-Loire | Saint-Jean-le-Puy                                 | fusion association (fusion simple depuis le 1-1-2008) | 27 février 1974 (Arrêté)                            | 1er avril 1974               |
| Saint-Jean-Saint-Maurice-sur-Loire | Saint-Maurice-sur-Loire                           | fusion association (fusion simple depuis le 1-1-2008) | 27 février 1974 (Arrêté)                            | 1er avril 1974               |
| Genilac                            | Saint-Genis-Terrenoire                            | fusion association                                    | 21 mars 1973 (Arrêté)                               | 1er juin 1973                |
| Genilac                            | La Cula                                           | fusion association                                    | 21 mars 1973 (Arrêté)                               | 1er juin 1973                |
| Montbrison                         | Montbrison                                        | fusion association (fusion simple depuis le 1-1-2013) | 30 novembre 1972 (Arrêté)                           | 1er janvier 1973             |
| Montbrison                         | Moingt                                            | fusion association (fusion simple depuis le 1-1-2013) | 30 novembre 1972 (Arrêté)                           | 1er janvier 1973             |
| Saint-Étienne                      | Saint-Étienne                                     | fusion association                                    | 25 octobre 1972 (Arrêté)                            | 1er janvier 1973             |
| Saint-Étienne                      | Rochetaillée                                      | fusion association                                    | 25 octobre 1972 (Arrêté)                            | 1er janvier 1973             |
| Saint-Just-Saint-Rambert           | Saint-Rambert-sur-Loire                           | fusion association                                    | 19 septembre 1972 (Arrêté)                          | 1er janvier 1973             |
| Saint-Just-Saint-Rambert           | Saint-Just-sur-Loire                              | fusion association                                    | 19 septembre 1972 (Arrêté)                          | 1er janvier 1973             |
| Saint-Étienne                      | Saint-Étienne-sur-Loire                           | fusion                                                | 17 octobre 1969 (Arrêté)                            | 1er janvier 1970             |
| Saint-Étienne                      | Terrenoire                                        | fusion                                                | 17 octobre 1969 (Arrêté)                            | 1er janvier 1970             |
| Saint-Étienne-sur-Loire            | Saint-Étienne                                     | fusion                                                | 9 octobre 1969 (Décret)                             | 18 octobre 1969              |
| Saint-Étienne-sur-Loire            | Saint-Victor-sur-Loire                            | fusion                                                | 9 octobre 1969 (Décret)                             | 18 octobre 1969              |
| Andrézieux-Bouthéon                | Andrézieux                                        | fusion                                                | 18 janvier 1965 (Décret)                            | 23 janvier 1965              |
| Andrézieux-Bouthéon                | Bouthéon                                          | fusion                                                | 18 janvier 1965 (Décret)                            | 23 janvier 1965              |
| Saint-Chamond                      | Saint-Chamond                                     | fusion                                                | 9 mars 1964 (Arrêté)                                | 14 mars 1964                 |
| Saint-Chamond                      | Izieux                                            | fusion                                                | 9 mars 1964 (Arrêté)                                | 14 mars 1964                 |
| Saint-Chamond                      | Saint-Julien-en-Jarez                             | fusion                                                | 9 mars 1964 (Arrêté)                                | 14 mars 1964                 |
| Saint-Chamond                      | Saint-Martin-en-Coailleux                         | fusion                                                | 9 mars 1964 (Arrêté)                                | 14 mars 1964                 |
| Firminy                            | Firminy                                           | fusion                                                | 19 février 1959 (Arrêté)                            | 1er mars 1959                |
| Firminy                            | Chazeau                                           | fusion                                                | 19 février 1959 (Arrêté)                            | 1er mars 1959                |
| Saint-Étienne                      | Saint-Étienne                                     | fusion                                                | 31 mars 1855 (Loi)                                  | 31 mars 1855 (Loi)           |
| Saint-Étienne                      | Beaubrun                                          | fusion                                                | 31 mars 1855 (Loi)                                  | 31 mars 1855 (Loi)           |
| Saint-Étienne                      | Montaud                                           | fusion                                                | 31 mars 1855 (Loi)                                  | 31 mars 1855 (Loi)           |
| Saint-Étienne                      | Outre-Furent                                      | fusion                                                | 31 mars 1855 (Loi)                                  | 31 mars 1855 (Loi)           |
| Saint-Étienne                      | Valbenoîte                                        | fusion                                                | 31 mars 1855 (Loi)                                  | 31 mars 1855 (Loi)           |
| Commelle-Vernay                    | Commelle                                          | fusion                                                | 7 avril 1840 (Ordonnance)                           | 7 avril 1840 (Ordonnance)    |
| Commelle-Vernay                    | Vernay                                            | fusion                                                | 7 avril 1840 (Ordonnance)                           | 7 avril 1840 (Ordonnance)    |
| Saint-Germain-Laval                | Saint-Germain-Laval                               | fusion                                                | 3 janvier 1839 (Ordonnance)                         | 3 janvier 1839 (Ordonnance)  |
| Saint-Germain-Laval                | Verrières-en-Bussy                                | fusion                                                | 3 janvier 1839 (Ordonnance)                         | 3 janvier 1839 (Ordonnance)  |
| Bourg-Argental                     | Bourg-Argental                                    | fusion                                                | 2 mai 1837 (Ordonnance)                             | 2 mai 1837 (Ordonnance)      |
| Bourg-Argental                     | Argental (une partie)                             | fusion                                                | 2 mai 1837 (Ordonnance)                             | 2 mai 1837 (Ordonnance)      |
| La Versanne                        | La Versanne                                       | fusion                                                | 2 mai 1837 (Ordonnance)                             | 2 mai 1837 (Ordonnance)      |
| La Versanne                        | Argental (une partie)                             | fusion                                                | 2 mai 1837 (Ordonnance)                             | 2 mai 1837 (Ordonnance)      |
| Le Chambon-Feugerolles             | Le Chambon                                        | fusion                                                | 1833                                                | 1833                         |
| Le Chambon-Feugerolles             | Feugerolles                                       | fusion                                                | 1833                                                | 1833                         |
| Lézigneux                          | Lézigneux                                         | fusion                                                | 14 juillet 1830 (Ordonnance)                        | 14 juillet 1830 (Ordonnance) |
| Lézigneux                          | La Rivière-en-Lavieu                              | fusion                                                | 14 juillet 1830 (Ordonnance)                        | 14 juillet 1830 (Ordonnance) |
| Épercieux-Saint-Paul               | Épercieux                                         | fusion                                                | 1830                                                | 1830                         |
| Épercieux-Saint-Paul               | Saint-Paul-d'Épercieux                            | fusion                                                | 1830                                                | 1830                         |
| Vougy                              | Vougy                                             | fusion                                                | 1826                                                | 1826                         |
| Vougy                              | Aiguilly                                          | fusion                                                | 1826                                                | 1826                         |
| Saint-Jean-Soleymieux              | Saint-Jean-Soleymieux                             | fusion                                                | 1826                                                | 1826                         |
| Saint-Jean-Soleymieux              | La Montagne-en-Lavieux                            | fusion                                                | 1826                                                | 1826                         |
| Saint-Genest-Lerpt                 | Saint-Genest-Lerpt                                | fusion                                                | 1825                                                | 1825                         |
| Saint-Genest-Lerpt                 | Landuzière-Cizeron                                | fusion                                                | 1825                                                | 1825                         |
| Mornand                            | Mornand                                           | fusion                                                | 1824                                                | 1824                         |
| Mornand                            | Champs                                            | fusion                                                | 1824                                                | 1824                         |
| Pouilly-les-Nonains                | Pouilly-les-Nonains                               | fusion                                                | 1824                                                | 1824                         |
| Pouilly-les-Nonains                | Saint-Léger-sur-Roanne (commune rétablie en 1914) | fusion                                                | 1824                                                | 1824                         |
| Pouilly-les-Nonains                | Saint-Martin-de-Boisy                             | fusion                                                | 1824                                                | 1824                         |
| Villerêt                           | Villerêt                                          | fusion                                                | 1824                                                | 1824                         |
| Villerêt                           | Saint-Sulpice-lès-Villerêt                        | fusion                                                | 1824                                                | 1824                         |
| Saint-Christo-en-Jarret            | Saint-Christo-en-Chatelus                         | fusion                                                | 1821                                                | 1821                         |
| Saint-Christo-en-Jarret            | Saint-Christo-en-Fontanès                         | fusion                                                | 1821                                                | 1821                         |
| Cleppé                             | Cleppé                                            | fusion                                                | 1790-1794                                           | 1790-1794                    |
| Cleppé                             | La Selme-en-Lolme                                 | fusion                                                | 1790-1794                                           | 1790-1794                    |
| Débats-Rivière-d'Orpra             | Débats                                            | fusion                                                | 1790-1794                                           | 1790-1794                    |
| Débats-Rivière-d'Orpra             | Rivière-d'Orpra                                   | fusion                                                | 1790-1794                                           | 1790-1794                    |
| Estivareilles                      | Estivareilles                                     | fusion                                                | 1790-1794                                           | 1790-1794                    |
| Estivareilles                      | Vivier                                            | fusion                                                | 1790-1794                                           | 1790-1794                    |
| Luriecq                            | Luriecq                                           | fusion                                                | 1790-1794                                           | 1790-1794                    |
| Luriecq                            | Charbonnière                                      | fusion                                                | 1790-1794                                           | 1790-1794                    |
| Merle                              | Merle                                             | fusion                                                | 1790-1794                                           | 1790-1794                    |
| Merle                              | Montagne-de-Rochebaron                            | fusion                                                | 1790-1794                                           | 1790-1794                    |
| Meylieu-Montrond                   | Meylieu                                           | fusion                                                | 1790-1794                                           | 1790-1794                    |
| Meylieu-Montrond                   | Montrond                                          | fusion                                                | 1790-1794                                           | 1790-1794                    |
| Nervieux                           | Nervieux                                          | fusion                                                | 1790-1794                                           | 1790-1794                    |
| Nervieux                           | Greuiller                                         | fusion                                                | 1790-1794                                           | 1790-1794                    |
| Pavezin                            | Pavezin                                           | fusion                                                | 1790-1794                                           | 1790-1794                    |
| Pavezin                            | Jurieux                                           | fusion                                                | 1790-1794                                           | 1790-1794                    |
| Périgneux                          | Périgneux                                         | fusion                                                | 1790-1794                                           | 1790-1794                    |
| Périgneux                          | Chenereille-Saint-Michel                          | fusion                                                | 1790-1794                                           | 1790-1794                    |
| Périgneux                          | Marien-la-Mure                                    | fusion                                                | 1790-1794                                           | 1790-1794                    |
| Rozier-Côtes-d'Aurec               | Rozier                                            | fusion                                                | 1790-1794                                           | 1790-1794                    |
| Rozier-Côtes-d'Aurec               | Côte-d'Aurec                                      | fusion                                                | 1790-1794                                           | 1790-1794                    |
| Saint-Nizier-de-Fornas             | Saint-Nizier-de-Fornas                            | fusion                                                | 1790-1794                                           | 1790-1794                    |
| Saint-Nizier-de-Fornas             | Cusson                                            | fusion                                                | 1790-1794                                           | 1790-1794                    |
| Sainte-Foy-Saint-Sulpice           | Sainte-Foy-en-Bussy                               | fusion                                                | 1790-1794                                           | 1790-1794                    |
| Sainte-Foy-Saint-Sulpice           | Saint-Sulpice (canton de Boën)                    | fusion                                                | 1790-1794                                           | 1790-1794                    |
| Soleymieux                         | Soleymieux                                        | fusion                                                | 1790-1794                                           | 1790-1794                    |
| Soleymieux                         | Quart-de-Commanderie                              | fusion                                                | 1790-1794                                           | 1790-1794                    |
| Virigneux                          | Virigneux                                         | fusion                                                | 1790-1794                                           | 1790-1794                    |
| Virigneux                          | Ternaux                                           | fusion                                                | 1790-1794                                           | 1790-1794                    |
| Vivans                             | Vivans                                            | fusion                                                | 1790-1794                                           | 1790-1794                    |
| Vivans                             | Arçon (canton de La Pacaudière)                   | fusion                                                | 1790-1794                                           | 1790-1794                    |

## Créations et rétablissements
| Nom de la commune créée | Commune affectée                 | Mode de création              | Date (et nature) de la décision | Date d'effet              |
| ----------------------- | -------------------------------- | ----------------------------- | ------------------------------- | ------------------------- |
| Chausseterre            | Saint-Romain-d'Urfé              | Démembrement                  | 27 mars 1947 (Arrêté)           | 27 avril 1947             |
| La Tuilière             | Saint-Just-en-Chevalet           | Démembrement                  | 11 février 1926 (Loi)           | 11 février 1926 (Loi)     |
| Saint-Léger-sur-Roanne  | Pouilly-les-Nonains              | Démembrement (rétablissement) | 27 mars 1914 (Loi)              | 27 mars 1914 (Loi)        |
| La Chambonie            | La Chamba                        | Démembrement                  | 15 juin 1907 (Loi)              | 15 juin 1907 (Loi)        |
| La Terrasse-sur-Dorlay  | Doizieux                         | Démembrement                  | 30 novembre 1905 (Loi)          | 30 novembre 1905 (Loi)    |
| L'Horme                 | Saint-Julien-en-Jarret           | Démembrement                  | 14 février 1905 (Loi)           | 14 février 1905 (Loi)     |
| L'Horme                 | Saint-Paul-en-Jarret             | Démembrement                  | 14 février 1905 (Loi)           | 14 février 1905 (Loi)     |
| Saint-Jean-le-Puy       | Saint-Maurice-sur-Loire          | Démembrement                  | 18 janvier 1893 (Loi)           | 18 janvier 1893 (Loi)     |
| Sainte-Croix            | Pavezin                          | Démembrement                  | 24 mars 1888 (Loi)              | 24 mars 1888 (Loi)        |
| L'Étrat                 | La Tour-en-Jarret                | Démembrement                  | 5 avril 1884 (Décret)           | 5 avril 1884 (Décret)     |
| Vérin                   | Chuyer                           | Démembrement                  | 12 avril 1880 (Loi)             | 12 avril 1880 (Loi)       |
| Vérin                   | Saint-Michel                     | Démembrement                  | 12 avril 1880 (Loi)             | 12 avril 1880 (Loi)       |
| Lay                     | Saint-Symphorien-de-Lay          | Démembrement                  | 29 juillet 1873 (Loi)           | 29 juillet 1873 (Loi)     |
| Le Crozet               | La Pacaudière                    | Démembrement                  | 5 juillet 1872 (Décret)         | 5 juillet 1872 (Décret)   |
| Aboën                   | Périgneux                        | Démembrement                  | 21 mars 1872 (Loi)              | 21 mars 1872 (Loi)        |
| Aboën                   | Rozier-Côtes-d'Aurec             | Démembrement                  | 21 mars 1872 (Loi)              | 21 mars 1872 (Loi)        |
| Aboën                   | Saint-Maurice-en-Gourgois        | Démembrement                  | 21 mars 1872 (Loi)              | 21 mars 1872 (Loi)        |
| La Talaudière           | Saint-Jean-Bonnefonds            | Démembrement                  | 29 février 1872 (Loi)           | 29 février 1872 (Loi)     |
| La Talaudière           | Sorbiers                         | Démembrement                  | 29 février 1872 (Loi)           | 29 février 1872 (Loi)     |
| Marcenod                | Saint-Christo-en-Jarret          | Démembrement                  | 13 juin 1868 (Loi)              | 13 juin 1868 (Loi)        |
| Marcenod                | Larajasse (département du Rhône) | Démembrement                  | 13 juin 1868 (Loi)              | 13 juin 1868 (Loi)        |
| Saint-Joseph            | Saint-Martin-la-Plaine           | Démembrement                  | 3 juillet 1867 (Loi)            | 3 juillet 1867 (Loi)      |
| Saint-Alban             | Saint-André-d'Apchon             | Démembrement                  | 16 mai 1866 (Loi)               | 16 mai 1866 (Loi)         |
| Saint-Alban             | Villemontais                     | Démembrement                  | 16 mai 1866 (Loi)               | 16 mai 1866 (Loi)         |
| Terrenoire              | Saint-Jean-Bonnefonds            | Démembrement                  | 17 février 1866 (Décret)        | 17 février 1866 (Décret)  |
| Planfoy                 | Saint-Étienne                    | Démembrement                  | 23 mai 1863 (Loi)               | 23 mai 1863 (Loi)         |
| Planfoy                 | Saint-Genest-Malifaux            | Démembrement                  | 23 mai 1863 (Loi)               | 23 mai 1863 (Loi)         |
| La Grand-Croix          | Cellieu                          | Démembrement                  | 9 mai 1860 (Loi)                | 9 mai 1860 (Loi)          |
| La Grand-Croix          | Saint-Paul-en-Jarret             | Démembrement                  | 9 mai 1860 (Loi)                | 9 mai 1860 (Loi)          |
| Saint-Régis-du-Coin     | Marlhes                          | Démembrement                  | 24 avril 1858 (Loi)             | 24 avril 1858 (Loi)       |
| Saint-Régis-du-Coin     | Saint-Sauveur                    | Démembrement                  | 24 avril 1858 (Loi)             | 24 avril 1858 (Loi)       |
| Le Cergne               | Arcinges                         | Démembrement                  | 25 mai 1857 (Loi)               | 25 mai 1857 (Loi)         |
| Le Cergne               | Écoche                           | Démembrement                  | 25 mai 1857 (Loi)               | 25 mai 1857 (Loi)         |
| Le Cergne               | Sevelinges                       | Démembrement                  | 25 mai 1857 (Loi)               | 25 mai 1857 (Loi)         |
| Le Cergne               | Cours (département du Rhône)     | Démembrement                  | 25 mai 1857 (Loi)               | 25 mai 1857 (Loi)         |
| La Bénissons-Dieu       | Briennon                         | Démembrement                  | 28 juin 1847 (Loi)              | 28 juin 1847 (Loi)        |
| La Bénissons-Dieu       | Noailly                          | Démembrement                  | 28 juin 1847 (Loi)              | 28 juin 1847 (Loi)        |
| Lorette                 | Farnay                           | Démembrement                  | 25 avril 1847 (Loi)             | 25 avril 1847 (Loi)       |
| Lorette                 | Rive-de-Gier                     | Démembrement                  | 25 avril 1847 (Loi)             | 25 avril 1847 (Loi)       |
| Lorette                 | Saint-Genis-Terrenoire           | Démembrement                  | 25 avril 1847 (Loi)             | 25 avril 1847 (Loi)       |
| Lorette                 | Saint-Paul-en-Jarret             | Démembrement                  | 25 avril 1847 (Loi)             | 25 avril 1847 (Loi)       |
| Machézal                | Chirassimont                     | Démembrement                  | 4 août 1846 (Ordonnance)        | 4 août 1846 (Ordonnance)  |
| Le Coteau               | Parigny                          | Démembrement                  | 9 juillet 1845 (Loi)            | 9 juillet 1845 (Loi)      |
| La Ricamarie            | Valbenoîte                       | Démembrement                  | 22 juillet 1843 (Loi)           | 22 juillet 1843 (Loi)     |
| La Ricamarie            | Le Chambon-Feugerolles           | Démembrement                  | 22 juillet 1843 (Loi)           | 22 juillet 1843 (Loi)     |
| La Ricamarie            | Montaud                          | Démembrement                  | 22 juillet 1843 (Loi)           | 22 juillet 1843 (Loi)     |
| La Ricamarie            | Saint-Genest-Malifaux            | Démembrement                  | 22 juillet 1843 (Loi)           | 22 juillet 1843 (Loi)     |
| Beaubrun                | Montaud                          | Démembrement                  | 20 juin 1842 (Ordonnance)       | 20 juin 1842 (Ordonnance) |
| Le Bessat               | La Valla                         | Démembrement                  | 1831                            | 1831                      |
| Andrézieux              | Bouthéon                         | Démembrement                  | 1830                            | 1830                      |
| Montchal                | Panissières                      | Démembrement                  | 1830                            | 1830                      |
| Jeansagnière            | Saint-Just-en-Bas                | Démembrement                  | 1828                            | 1828                      |
| Çaloire                 | Saint-Paul-en-Cornillon          | Démembrement                  | 1798 (an 5)                     | 1798 (an 5)               |
| Chazeau                 | Firminy                          | Démembrements                 | 1794                            | 1794                      |
| Fraisses                | Firminy                          | Démembrements                 | 1794                            | 1794                      |
| Unieux                  | Firminy                          | Démembrements                 | 1794                            | 1794                      |
| Feugerolles             | Le Chambon                       | Démembrement                  | 1793                            | 1793                      |
| Landuzière-Cizeron      | Saint-Genest-Lerpt               | Démembrement                  | 1793                            | 1793                      |
| Châteauneuf             | Rive-de-Gier                     | Démembrement                  | 1793                            | 1793                      |

## Modifications de nom officiel
| Ancien nom                     | Nouveau nom              | Date (et nature) de la décision                     |
| ------------------------------ | ------------------------ | --------------------------------------------------- |
| Roche                          | Roche-en-Forez           | 8 août 2024 (Décret)                                |
| Pommiers                       | Pommiers-en-Forez        | 26 février 2020 (Décret)                            |
| Boën                           | Boën-sur-Lignon          | 1er août 2012 (Décret)                              |
| Mornand                        | Mornand-en-Forez         | 10 avril 2002 (Décret)                              |
| La Valla                       | La Valla-sur-Rochefort   | 1er février 2001 (Décret)                           |
| Merle                          | Merle-Leignec            | 26 mars 1993 (Décret)                               |
| Roizey                         | Roisey                   | 10 août 1978 (Décret)                               |
| Fraisse                        | Fraisses                 | 1978 ? (Commission de révision du nom des communes) |
| La Bénissons-Dieu              | La Bénisson-Dieu         | 25 novembre 1970 (Décret)                           |
| Marcilly-le-Pavé               | Marcilly-le-Châtel       | 9 février 1968 (Décret)                             |
| Villerêt                       | Villerest                | 5 janvier 1965 (Décret)                             |
| Usson                          | Usson-en-Forez           | 8 octobre 1958 (Décret)                             |
| Croizet                        | Croizet-sur-Gand         | 15 février 1951 (Décret)                            |
| Saint-Marcellin                | Saint-Marcellin-en-Forez | 3 mai 1941 (Décret)                                 |
| Chalmazelle                    | Chalmazel                | 29 avril 1939 (Décret)                              |
| Meylieu-Montrond               | Montrond-les-Bains       | 21 juillet 1937 (Décret)                            |
| Saint-Médard                   | Saint-Médard-en-Forez    | 8 décembre 1936 (Décret)                            |
| Belmont                        | Belmont-de-la-Loire      | 3 décembre 1936 (Décret)                            |
| La Chapelle                    | La Chapelle-Villars      | 3 décembre 1936 (Décret)                            |
| Saint-Michel                   | Saint-Michel-sur-Rhône   | 3 décembre 1936 (Décret)                            |
| Sainte-Colombe                 | Sainte-Colombe-sur-Gand  | 3 décembre 1936 (Décret)                            |
| Verrières                      | Verrières-en-Forez       | 3 décembre 1936 (Décret)                            |
| Sainte-Croix                   | Sainte-Croix-en-Jarez    | 9 août 1923 (Décret)                                |
| La Valla                       | La Valla-en-Gier         | 16 janvier 1923 (Décret)                            |
| Saint-Christo-en-Jarret        | Saint-Christo-en-Jarez   | 23 décembre 1914 (Décret)                           |
| Saint-Julien-en-Jarret         | Saint-Julien-en-Jarez    | 23 décembre 1914 (Décret)                           |
| Saint-Paul-en-Jarret           | Saint-Paul-en-Jarez      | 23 décembre 1914 (Décret)                           |
| Saint-Romain-en-Jarret         | Saint-Romain-en-Jarez    | 23 décembre 1914 (Décret)                           |
| La Tour-en-Jarret              | La Tour-en-Jarez         | 23 décembre 1914 (Décret)                           |
| La Valla                       | La Valla-en-Gier         | 5 février 1914 (Décret)                             |
| Saint-Alban                    | Saint-Alban-les-Eaux     | 18 août 1908 (Décret)                               |
| Sorbier                        | Sorbiers                 | 1908 ?                                              |
| Bellegarde                     | Bellegarde-en-Forez      | 20 novembre 1903 (Décret)                           |
| Saint-Victor                   | Saint-Victor-sur-Rhins   | 6 novembre 1901 (Décret)                            |
| Saint-Sauveur                  | Saint-Sauveur-en-Rue     | 4 septembre 1898 (Décret)                           |
| Saint-Christo-Lachal-Valfleury | Valfleury                | 26 septembre 1887 (Décret)                          |

## Modifications de limites communales
Le plus souvent, les modifications des limites communales décidées par arrêtés préfectoraux ne sont pas répertoriées dans le Journal officiel ni dans le Bulletin officiel.
| La commune de ...                                                                              | ... cède du territoire à la commune de ...                                                     | précisions                                                                                                 | Date (et nature) de la décision          |
| ---------------------------------------------------------------------------------------------- | ---------------------------------------------------------------------------------------------- | --- | ---------------------------------------- |
| Riorges                                                                                        | Roanne                                                                                         | 3 habitants                                                                                                | 23 septembre 1998 (Arrêté)               |
| Saint-Victor-sur-Loire                                                                         | Roche-la-Molière                                                                               | 51 habitants Superficie de 1 ha 4 a 35 ca                                                                  | 13 novembre 1969 (Décret)                |
| Roche-la-Molière                                                                               | Saint-Victor-sur-Loire                                                                         | Superficie de 9 a 80 ca                                                                                    | 13 novembre 1969 (Décret)                |
| Rive-de-Gier Saint-Joseph                                                                      | Saint-Joseph Rive-de-Gier                                                                      | | 6 mai 1969 (Arrêté)                      |
| Saint-Étienne Terrenoire                                                                       | Terrenoire Saint-Étienne                                                                       | | 13 décembre 1967 (Arrêté)                |
| Civens                                                                                         | Feurs                                                                                          | 11 habitants                                                                                               | 8 mars 1961 (Arrêté)                     |
| Sorbiers                                                                                       | La Talaudière                                                                                  | 66 habitants Superficie de 97 a 25 ca                                                                      | 13 août 1957 (Décret)                    |
| Saint-Genest-Lerpt                                                                             | Villars                                                                                        | Hameaux de Bourgeat, Rochefort, Rochefoy, la Boulonne, Merley, Barrois, la Lyassière et la Côte-et-Héraude | 19 juillet 1952 (Décret)                 |
| Sury-le-Comtal                                                                                 | Bonson                                                                                         | Section des Quatre Chemins                                                                                 | 17 décembre 1931 (Décret)                |
| Saint-Héand                                                                                    | Fontanès                                                                                       | | 3 juillet 1901 (Décret)                  |
| Saint-Just-sur-Loire                                                                           | Andrézieux                                                                                     | Hameaux du Chirat et des Jarretières                                                                       | 21 juillet 1896 (Décret)                 |
| Firminy Fraisses                                                                               | Fraisses Firminy                                                                               | Limite fixée par le lit rectifié du ruisseau le Gampille                                                   | 13 octobre 1887 (Décret)                 |
| Lérigneux                                                                                      | Saint-Anthème (département du Puy-de-Dôme)                                                     | Superficie de 5 ha 71 a 18 ca                                                                              | 20 novembre 1875 (Décret)                |
| Terre-Noire                                                                                    | Rochetaillée                                                                                   | Hameaux de la Mollière, les Tailloux, le Breuil, la Briassière, le Mat, Salvaris et les Adrets             | 15 juillet 1873 (Loi)                    |
| Villerêt                                                                                       | Roanne                                                                                         | | 5 juillet 1872 (Décret)                  |
| Chuyer                                                                                         | La Chapelle                                                                                    | | 24 mai 1862 (Loi)                        |
| Saint-Héand                                                                                    | La Tour-en-Jarret                                                                              | | 16 avril 1862 (Loi)                      |
| Sorbiers                                                                                       | La Tour-en-Jarret                                                                              | | 16 avril 1862 (Loi)                      |
| Saint-Priest                                                                                   | La Tour-en-Jarret                                                                              | | 16 avril 1862 (Loi)                      |
| La Fouillouse                                                                                  | La Tour-en-Jarret                                                                              | | 16 avril 1862 (Loi)                      |
| Roanne Riorges                                                                                 | Riorges Roanne                                                                                 | Limite établie par tout le parcours du ruisseau d'Oudan                                                    | 9 avril 1862 (Décret)                    |
| Les Salles                                                                                     | Arconsat (département du Puy-de-Dôme)                                                          | Hameau de Marnat                                                                                           | 12 mai 1847 (Loi)                        |
| Lézigneux                                                                                      | Lavieux                                                                                        | Hameaux de la Côte et de la Pinatelle                                                                      | 11 juin 1842 (Loi)                       |
| Saint-Pal-de-Chalençon (département de Haute-Loire)                                            | Usson                                                                                          | Parcelles de Brandy-Haut + Enclave de Roche                                                                | 28 mars 1832 (Loi)                       |
| Usson                                                                                          | Saint-Pal-de-Chalençon (département de Haute-Loire)                                            | Village d'Espinassolle                                                                                     | 28 mars 1832 (Loi)                       |
| Panissières Chambost (département du Rhône)                                                    | Chambost (département du Rhône) Panissières                                                    | | 19 décembre 1831 (Loi)                   |
| Saint-Cyprien                                                                                  | Bouthéon                                                                                       | Section d'Andrézieux                                                                                       | 24 septembre 1823 (Ordonnance)           |
| Gumières Saint-Anthème (département du Puy-de-Dôme) Saint-Clément (département du Puy-de-Dôme) | Saint-Anthème (département du Puy-de-Dôme) Saint-Clément (département du Puy-de-Dôme) Gumières | | 25 avril 1805 (Décret) (5 floréal an 13) |

## Communes associées
Liste des communes ayant, ou ayant eu (en italique), à la suite d'une fusion, le statut de commune associée.
| Nom de la commune       | Code INSEE | Fusion-association                      | Fusion-association | Fusion-association      | Fusion-association                       | Transformation de l'association en fusion simple | Transformation de l'association en fusion simple |
| Nom de la commune       | Code INSEE | date de la décision                     | date d'effet       | commune absorbante      | nom de la commune résultant de la fusion | date de la décision                              | date d'effet                                     |
| ----------------------- | ---------- | --------------------------------------- | ------------------ | ----------------------- | ---------------------------------------- | ------------------------------------------------ | ------------------------------------------------ |
| Moingt                  | 42144      | Arrêté préfectoral du 30 novembre 1972  | 1er janvier 1973   | Montbrison              | Montbrison                               | Arrêté préfectoral du 14 mars 2012               | 1er janvier 2013                                 |
| Rochetaillée            | 42190      | Arrêté préfectoral du 25 octobre 1972   | 1er janvier 1973   | Saint-Étienne           | Saint-Étienne                            |                                                  |                                                  |
| La Cula                 | 42080      | Arrêté préfectoral du 21 mars 1973      | 1er juin 1973      | Saint-Genis-Terrenoire  | Genilac                                  |                                                  |                                                  |
| Saint-Maurice-sur-Loire | 42263      | Arrêté préfectoral du 27 février 1974   | 1er avril 1974     | Saint-Jean-le-Puy       | Saint-Jean-Saint-Maurice-sur-Loire       | Arrêté préfectoral du 20 décembre 2007           | 1er janvier 2008                                 |
| Saint-Just-sur-Loire    | 42250      | Arrêté préfectoral du 19 septembre 1972 | 1er janvier 1973   | Saint-Rambert-sur-Loire | Saint-Just-Saint-Rambert                 |                                                  |                                                  |